# Кое-что о том, как пришёл Wall-Mart
Кое-что о том, как пришёл Wall-Mart (англ. Something Wall-Mart This Way Comes) — 9 эпизод 8 сезона (№ 120) сериала «Южный парк», его премьера состоялась 3 ноября 2004 года. В эпизоде фигурирует реальная торговая сеть Wal-Mart.
Название и сюжет отсылают к роману Рэя Брэдбери «Надвигается беда» и его экранизации «Именно так зло и приходит».

## Сюжет
В Южном парке открывается новый супермаркет «Волл-Март» (англ. Wall-mart). Все взрослые затовариваются в нём, и бегают в Волл-Март по ночам, потому что каждый «хочет приобрести мелочь по хозяйству без толп и очередей». Ребята пытаются уговорить взрослых не ходить в магазин, и те даже прислушиваются к их мнению, однако Волл-Март манит их настолько сильно, что они не могут остановиться. Взрослые говорят с директором магазина о том, чтобы он убрал Волл-Март из Южного парка, однако тот отвечает, что «не контролирует Волл-Март», а затем вешается, выбросившись из окна. Кайл, Стэн и Кенни решают пойти к президенту Волл-Марта. Картман хочет разрушить их планы и отправляется с ними. Кайл подозревает, что Картман на стороне Волл-Марта, но остальные не разделяют его опасений. Президент говорит ребятам, что Волл-Март можно убить только одним способом — уничтожить его душу, которая находится в отделе телевизоров, а затем застреливается. Ребята отправляются в отдел, обнаруживают там зеркало (в котором отражаются покупатели — душа магазина), и разрушают его. Магазин «съёживается» и «улетает».

## Пародии
- Руководитель, сидящий в «сердце» Wall-Mart, является пародией на Архитектора из фильма «Матрица: Перезагрузка».
- В финале, после того, как люди узнают способ борьбы с Wall-Mart, Шеф говорит какому-то военному «Сообщите всему миру», и тот начинает с помощью азбуки Морзе рассылать сообщение для других городов. Эта сцена пародирует фильм «День независимости»; похожая сцена присутствовала ранее в серии «Чинпокомон».
- Проблема сосуществования малого бизнеса и крупных корпораций уже затрагивалась создателями сериала в эпизоде «Гномы», но тогда был сделан вывод, что корпорации не приносят вреда и вытесняют малые предприятия по причине лучшего качества товаров и услуг.
- Сцена, в которой Картман разговаривает с Волл-Мартом, пародирует фильм «Пятый элемент».